# Migdałek żagielka podniebiennego
Migdałek żagielka podniebiennego, migdałek podniebienia miękkiego (łac. tonsilla veli palatini) – jeden z migdałków tworzących pierścień chłonny Waldeyera.
Twór ten spotyka się tylko u niektórych taksonów. Jeśli istnieje, jak sama jego nazwa wskazuje, migdałek żagielka podniebiennego znajduje się na żagielku podniebiennym (podniebieniu miękkim), na jego stronie wentralnej. U bydła, kozy czy kozy leży tam tylko utkanie limfatyczne, choć u bydła mogą się tam znajdować grudki chłonne. Dobrze rozwinięty jest rzadko, np. u świni czy konia. U świni jest to nawet narząd parzysty, z dużą liczbą mieszków o ujściach w dołeczkach. Koń ma natomiast tylko jeden migdałek podniebienia miękkiego, leżący na nim pośrodkowo, również bogaty w mieszki migdałkowe. Osiąga on wymiary 4 cm długości i 2,5 cm szerokości. U psa obserwuje się znów jedynie utkanie limfatyczne. U człowieka w obrębie podniebienia miękkiego takiej struktury nie wyróżnia się.